# موش‌صاریغ دم‌چاق شکم‌سفید
موش‌صاریغ دم‌چاق شکم‌سفید (نام علمی: Thylamys pallidior) نام یک گونه از سرده موش‌صاریغ‌های دم‌چاق است.